# Samoa Joe
Nuufolau Joel "Joe" Seanoa (17 martie din 1979), este un wrestler profesionist samoan- american, mai bine cunoscut sub numele de ring, Samoa Joe., care în prezent lucrează pentru AEW.
De asemenea, este cunoscut pentru perioada sa petrecută în promoția de wrestling profesionist , WWE,  Total Nonstop Action Wrestling (TNA), și pentru performanțele sale în Ring of Honor.
Printre realizările sale se numără fiind Campion Mondial de doua ori, obținând Campionatul Mondial la categoria Grea din TNA si Campionatul Mondial din ROH. De asemenea, cinci campionate TNA X Division Championship, în douo ocazii TNA World Tag Team Championship și odată TNA Television Championship, ceea ce îl face TNA Triple Crown și TNA Grand Slam,și de doua ori campion united states în wwe,tot în wwe a câștigat campionatul nxt. De asemenea, a reușit să rămână 18 luni neînvins in TNA, fără a pierde nici o luptă în wrestling prin pinfall sau predare.
Joe a debutat în WWE în mai din anul 2015 în teriotoriul său de dezvoltare, NXT, unde a reușit să fie două ori Campion NXT, și primul câștigator al turneului Dusty Rhodes Tag Team Classic alături de Finn Bálor. După ce s-a alăturat rosterului principal din Raw în 2017, a reușit să fie main event în evenimentele Extreme Rules, Great Balls of Fire și SummerSlam încercând să cucerească Campionatul Universal.

## În Wrestling
- Manevre de final
  - Coquina Clutch / The Clutch / The Choke (vagon de Dormit)[2][3] – 1999–prezent
  - Muscle buster, uneori, dintr-o poziție ridicată,[2] – 2005–prezent
  - Island Driver[1][2] (Sitout fața slam, uneori de la o poziție ridicată / over-the-umăr burta la burta piledriver) – 1999-2005
  - Chimera-Plex[1] (German suplex urmat de un full Nelson suplex și a terminat cu un sacou drept suplex) – 2002-2005
  - CCS Enzuigiri[1] (Sărituri răsucire enzuigiri din spatele adversarului) – 2002-2005

## Palmares
- Ballpark Brawl
  - Natural Heavyweight Championship (1 data)[4]

- Extreme Wrestling Federation
  - EWF Xtreme 8 Tournament- 2006

- Independent Wrestling Association: Mid-South
  - Revolution Strong Style Tournament - 2004

- National Wrestling Alliance
  - NWA Intercontinental Tag Team Championship (1 data) – cu Keiji Sakoda[5]

- Pro Wrestling Noah
  - GHC Tag Team Championship (1 data) – cu Magnus[6]

- Pure Wrestling Association
  - PWA Pure Wrestling Championship (1 data)[7]

- Ring of Honor
  - ROH World Championship (1 data)[8]
  - ROH Pure Campionat (1 data)[8]

- Total Nonstop Action Wrestling
  - TNA World Heavyweight Championship (1 data)
  - TNA World Tag Team Championship (de 2 ori) – singur (1) Magnus (1)
  - TNA X Division Championship (de 5 ori)
  - TNA Televizion Championship (1 data)
  - Super X Cup Tournament(2005)
  - "King of the Mountarin" (2008)
  - Triple Crown Champion (al Treilea, odată)
  - Grand Slam Champion (a Treia, odată)

- Twin Wrestling Entertainment
  - TWE Heavyweight Championship (1 data)

- Ultimate Pro Wrestling
  - UPW Heavyweight Championship (1 data)[9]
  - UPW Nicio așteptare Prescrisă de Campionat (de 2 ori)[9]

- United Independent Wrestling Alliance
  - UIWA Tag Team Championship (1 data)

- NXT Wrestling
  - NXT Championship (de 3 ori)
  - Dusty Rhodes Tag Team Clasic (Primul castigator) - cu Finn Bálor
  - WWE United States Championship(2 ori